# Garrett Gerloff
Garrett Gerloff (Spring, 1º agosto 1995) è un pilota motociclistico statunitense vincitore del trofeo Indipendenti nel mondiale Superbike 2021.

## Carriera
Corre in diverse competizioni nazionali, vincendo nel 2016 e nel 2017 nella categoria Supersport del campionato MotoAmerica. Nel 2018 passa a correre nel campionato MotoAmerica Superbike, chiudendo quinto nell'anno di esordio e terzo in quello successivo.
Nel 2020 debutta nel campionato mondiale Superbike, alla guida della Yamaha YZF-R1 del team GRT; il compagno di squadra è Federico Caricasulo. Conquista tre piazzamenti a podio in stagione che gli consentono di chiudere all'undicesimo posto in classifica mondiale e terzo tra gli indipendenti. Nello stesso anno fa il suo esordio anche nel motomondiale con il team Monster Energy Yamaha, partecipando alla sessione di prove libere del Gran Premio d'Europa a Valencia in sostituzione di Valentino Rossi, per la positività di quest'ultimo al SARS-CoV-2.
Nel 2021 continua con lo stesso team della stagione precedente. Il nuovo compagno di squadra è il giapponese Kōta Nozane. Conquista due piazzamenti a podio e chiude la stagione al settimo posto in classifica mondiale, e primo nella graduatoria del Trofeo Indipendenti. 
Nella stessa stagione è chiamato dal team Petronas Yamaha SRT a sostituire l'infortunato Franco Morbidelli per il Gran Premio d'Olanda ad Assen, senza ottenere punti. Nel 2022, terzo anno con il team, ottiene un podio al Gran Premio di Montmelò, chiude all'undicesimo posto nel mondiale e al secondo nel Trofeo Indipendenti. Nel 2023 passa al team Bonovo Action alla guida di una BMW M1000RR, il compagno di squadra è Loris Baz. In occasione del Gran Premio di Magny-Cours ottiene la prima pole position in Superbike. Con 144 punti si classifica dodicesimo nel mondiale e quinto tra gli indipendenti. Contestualmente al mondiale e con la stessa squadra prende parte al Gran Premio del Red Bull Ring nel Campionato tedesco Superbike ottenendo la vittoria in entrambe le gare. Prosegue con Bonovo Action anche nel 2024, il compagno di squadra è Scott Redding. Conquista due piazzamenti a podio, i primi con BMW, e termina la stagione al nono posto.

## Risultati in gara

### Campionato mondiale Superbike
| 2020 | Moto   |    |    |    |    |   |    |    |    |    |     |    |    |    |    |    |   |   |   |     |   |   |   |   |     |  |  |  |  |  |  |  |  |  |  |  |  |  |  |  |  |  |  | Punti | Pos. |
| ---- | ------ | -- | -- | -- | -- | - | -- | -- | -- | -- | --- | -- | -- | -- | -- | -- | - | - | - | --- | - | - | - | - | --- |  |  |  |  |  |  |  |  |  |  |  |  |  |  |  |  |  |  | ----- | ---- |
| 2020 | Yamaha | 14 | NP | NP | 11 | 8 | 10 | 14 | 10 | 11 | Rit | 13 | 10 | 11 | 13 | 10 | 8 | 5 | 3 | Rit | 8 | 8 | 3 | 2 | Rit |  |  |  |  |  |  |  |  |  |  |  |  |  |  |  |  |  |  | 103   | 11º  |

| 2021 | Moto   |   |   |   |   |   |     |    |   |   |   |   |   |   |   |     |   |   |   |   |   |     |    |    |   |     |   |   |    |    |    |   |   |   |   |   |   |    |    |   |  |  |  | Punti | Pos. |
| ---- | ------ | - | - | - | - | - | --- | -- | - | - | - | - | - | - | - | --- | - | - | - | - | - | --- | -- | -- | - | --- | - | - | -- | -- | -- | - | - | - | - | - | - | -- | -- | - |  |  |  | ----- | ---- |
| 2021 | Yamaha | 9 | 3 | 7 | 4 | 4 | Rit | 12 | 8 | 5 | 7 | 5 | 2 | 6 | 8 | Rit | 6 | 6 | 8 | 9 | 9 | Rit | 11 | 13 | 9 | Rit | 8 | 7 | 10 | AN | 10 | 6 | 8 | 5 | 7 | 7 | 8 | 11 | AN | 6 |  |  |  | 228   | 7º   |

| 2022 | Moto   |   |    |   |   |   |     |     |     |     |   |   |     |   |    |    |    |   |    |   |   |   |   |    |     |    |     |   |    |    |    |   |    |   |   |   |     |  |  |  |  |  |  | Punti | Pos. |
| ---- | ------ | - | -- | - | - | - | --- | --- | --- | --- | - | - | --- | - | -- | -- | -- | - | -- | - | - | - | - | -- | --- | -- | --- | - | -- | -- | -- | - | -- | - | - | - | --- |  |  |  |  |  |  | ----- | ---- |
| 2022 | Yamaha | 9 | 10 | 9 | 8 | 7 | Rit | Inf | Inf | Inf | 8 | 9 | Rit | 7 | 10 | 11 | 10 | 9 | 18 | 5 | 8 | 8 | 3 | 10 | Rit | 10 | Rit | 9 | 13 | 13 | 12 | 7 | 13 | 8 | 6 | 7 | Rit |  |  |  |  |  |  | 142   | 11º  |

| 2023 | Moto |    |    |    |    |    |    |    |    |    |   |   |    |    |   |   |     |   |   |    |     |    |     |   |    |   |     |   |   |   |    |   |   |   |    |     |   |  |  |  |  |  |  | Punti | Pos. |
| ---- | ---- | -- | -- | -- | -- | -- | -- | -- | -- | -- | - | - | -- | -- | - | - | --- | - | - | -- | --- | -- | --- | - | -- | - | --- | - | - | - | -- | - | - | - | -- | --- | - |  |  |  |  |  |  | ----- | ---- |
| 2023 | BMW  | 10 | 15 | 14 | 14 | 12 | 11 | 12 | 17 | 12 | 9 | 7 | 10 | 13 | 9 | 8 | Rit | 7 | 9 | 13 | Rit | 13 | Rit | 9 | 20 | 4 | Rit | 5 | 8 | 9 | 10 | 4 | 8 | 4 | 14 | Rit | 9 |  |  |  |  |  |  | 144   | 12º  |

| 2024 | Moto |   |    |   |    |    |    |    |    |    |    |     |    |    |    |    |   |    |    |   |    |   |    |   |   |   |   |   |   |   |   |   |    |     |    |   |   |  |  |  |  |  |  | Punti | Pos. |
| ---- | ---- | - | -- | - | -- | -- | -- | -- | -- | -- | -- | --- | -- | -- | -- | -- | - | -- | -- | - | -- | - | -- | - | - | - | - | - | - | - | - | - | -- | --- | -- | - | - |  |  |  |  |  |  | ----- | ---- |
| 2024 | BMW  | 9 | 13 | 8 | 12 | 17 | 10 | 16 | 11 | 12 | 12 | Rit | 18 | 14 | 13 | 13 | 8 | 12 | 12 | 4 | 11 | 8 | 12 | 6 | 3 | 8 | 9 | 4 | 3 | 5 | 5 | 6 | 11 | Rit | 10 | 8 | 7 |  |  |  |  |  |  | 176   | 9º   |

| 2025 | Moto     |     |     |    |    |    |    |    |    |    |    |    |    |    |    |    |    |    |   |   |   |   |   |    |    |  |  |  |  |  |  |  |  |  |  |  |  |  |  |  |  |  |  | Punti | Pos. |
| ---- | -------- | --- | --- | -- | -- | -- | -- | -- | -- | -- | -- | -- | -- | -- | -- | -- | -- | -- | - | - | - | - | - | -- | -- |  |  |  |  |  |  |  |  |  |  |  |  |  |  |  |  |  |  | ----- | ---- |
| 2025 | Kawasaki | Rit | Rit | 13 | 12 | 16 | 12 | 13 | 16 | 16 | 15 | 15 | 12 | 11 | 12 | 10 | 14 | 11 | 8 | 8 | 8 | 6 | 9 | NP | NP |  |  |  |  |  |  |  |  |  |  |  |  |  |  |  |  |  |  | 67    |      |

| Legenda | 1º posto        | 2º posto            | 3º posto           | A punti      | Senza punti        | Grassetto – Pole position Corsivo – Giro più veloce |
| Legenda | Gara non valida | Non qual./Non part. | Ritirato/Non class | Squalificato | '-' Dato non disp. | Grassetto – Pole position Corsivo – Giro più veloce |

### Motomondiale
| 2021 | Classe | Moto   |  |  |  |  |  |  |  |  |    |  |  |  |  |  |  |  |  |  |  | Punti | Pos. |
| ---- | ------ | ------ |  |  |  |  |  |  |  |  | -- |  |  |  |  |  |  |  |  |  |  | ----- | ---- |
| 2021 | MotoGP | Yamaha |  |  |  |  |  |  |  |  | 17 |  |  |  |  |  |  |  |  |  |  | 0     |      |

| Legenda | 1º posto        | 2º posto            | 3º posto            | A punti      | Senza punti        | Grassetto – Pole position Corsivo – Giro più veloce |
| Legenda | Gara non valida | Non qual./Non part. | Ritirato/Non class. | Squalificato | '-' Dato non disp. | Grassetto – Pole position Corsivo – Giro più veloce |